# Établissements Piguet
Pour les articles homonymes, voir Piguet.

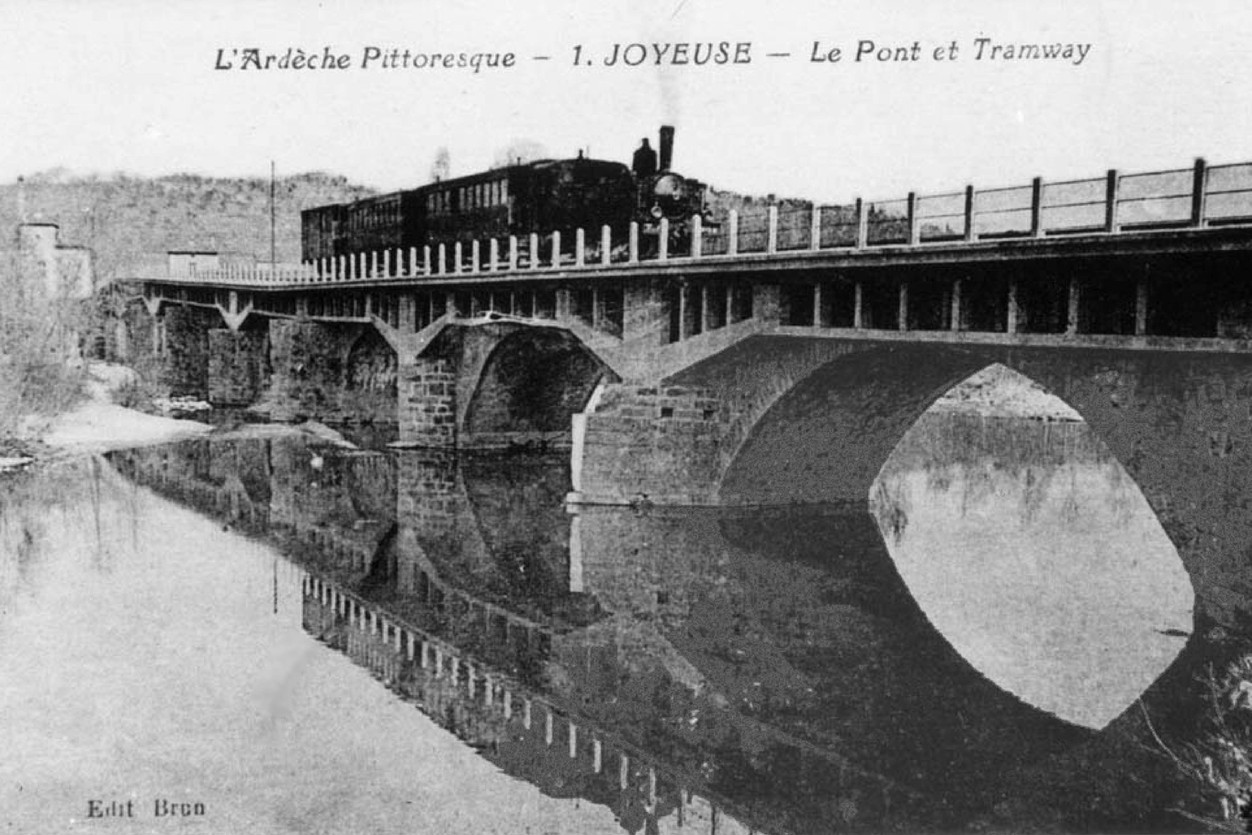
Locomotive 130T des tramways de l'Ardèche.

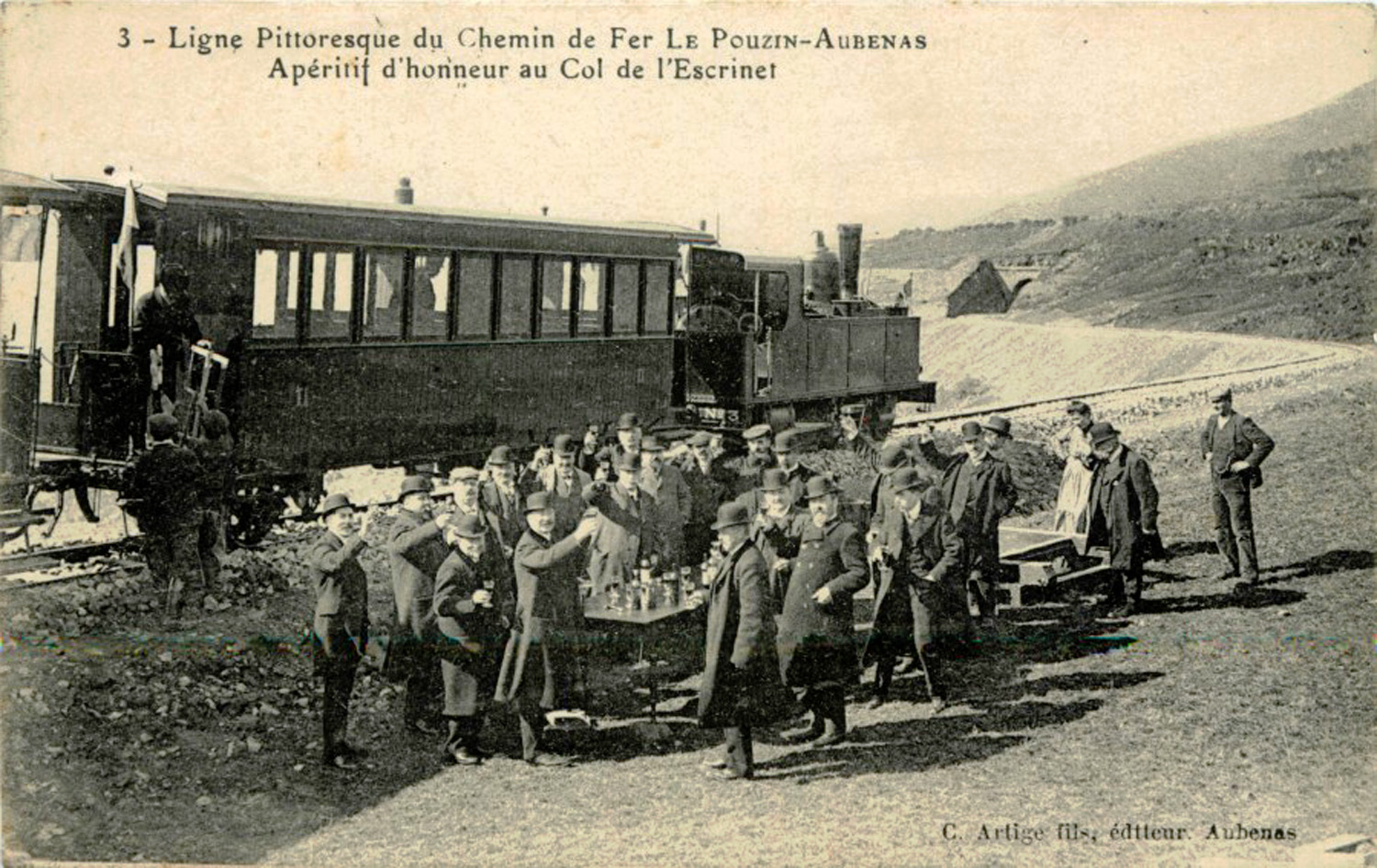
Train des Tramways de l'Ardèche au col de l'Escrinet sur la ligne Le Pouzin Aubenas, locomotive 130T no 3.

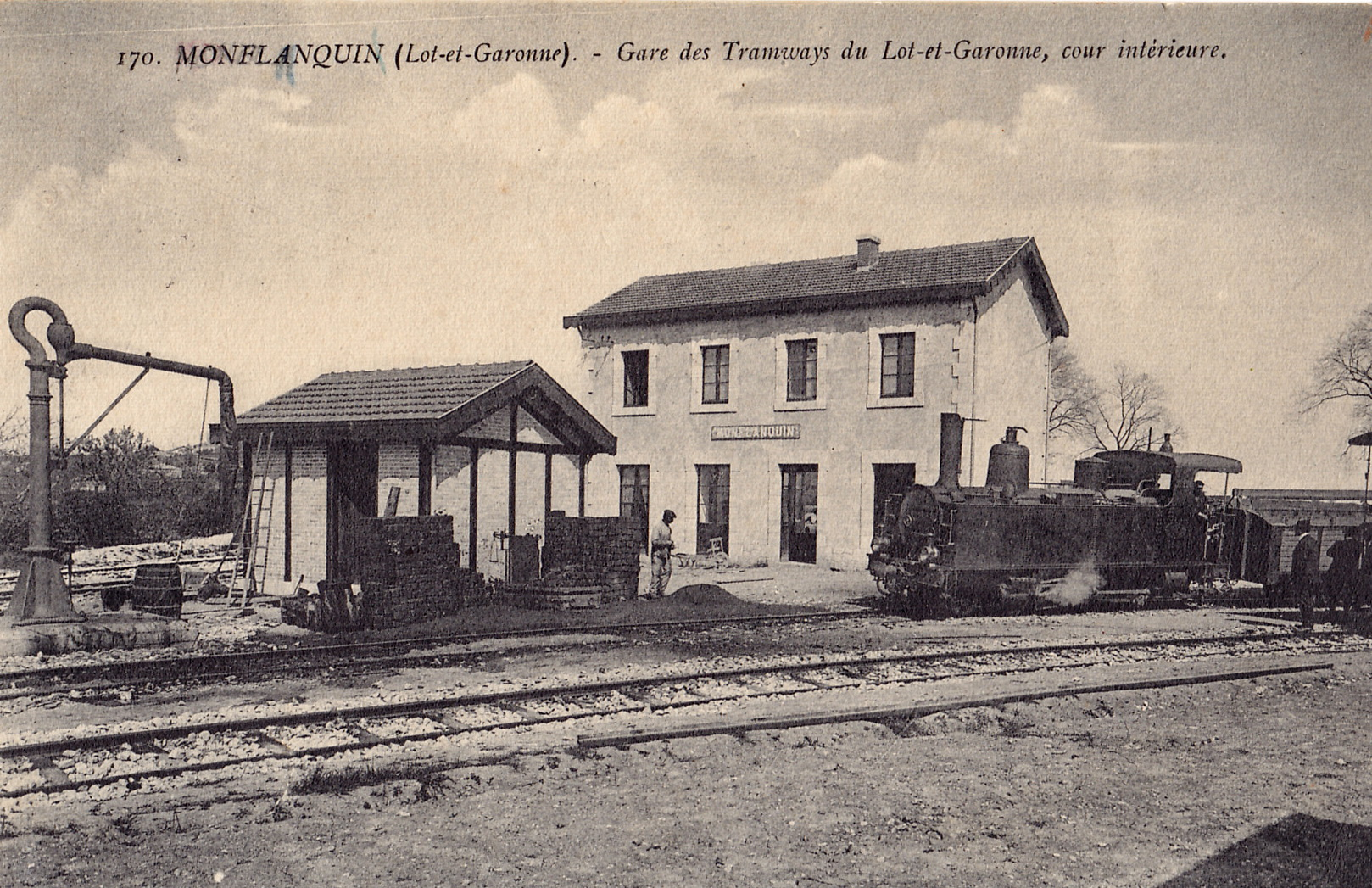
Locomotive des Tramways de Lot-et-Garonne.

Les établissements Piguet étaient une entreprise française de construction de locomotives et de machines à vapeur, située à Lyon, dans le quartier de Vaise, au nord de la ville près des quais de la Saône. Quelques productions ont été détachées à Anzin, dans le Nord de la France.

## Histoire
À l'origine, Léonard (« Léon ») Piguet (1855-1901), ingénieur de l'École des Arts et métiers d'Aix-en-Provence, rejoint son père Antoine Louis Piguet, dans l'entreprise fondée par Alphonse Duvergier, né en 1818 à Saint-Hilaire-le-Grand (Marne), décédé à Lyon en 1879, constructeur de machines à vapeur fixes.
En 1879, Léon Piguet et son père s'associent pour fonder l'entreprise MM. Piguet et Compagnie en 1892 (un monument à la mémoire d'Antoine Louis Piguet se trouve dans la cour de la société Piguet, à Fontaines-Saint-Martin).
En 1917, l'entreprise prend le nom d'« Établissements Piguet, société anonyme de constructions mécaniques ».
Dans les années 1920, les Établissements Piguet fusionnent avec la société Dujardin de Lille.

## Production

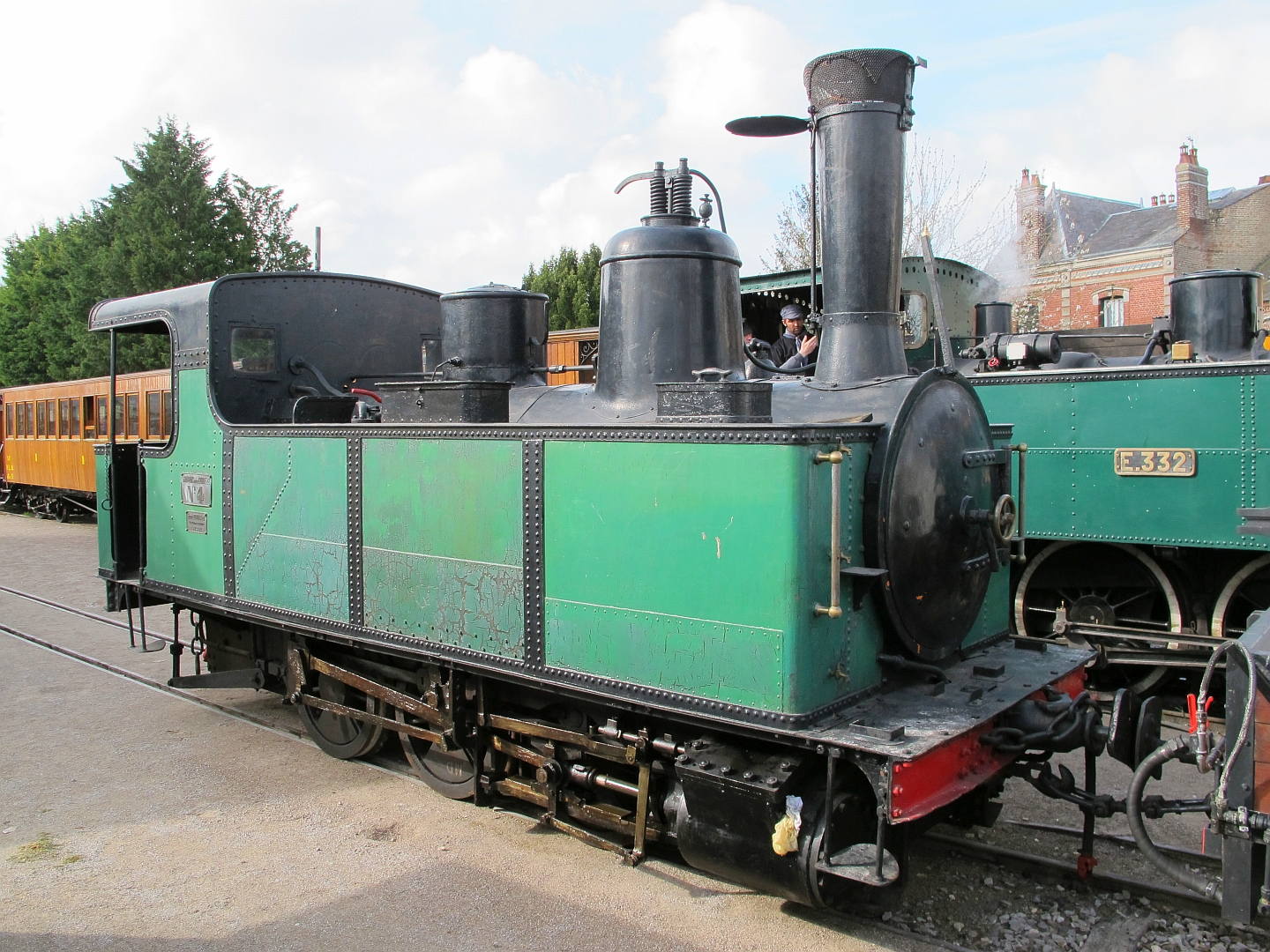
030 T Piguet No 4 ex-tramways de la Corrèze à Saint-Valery.

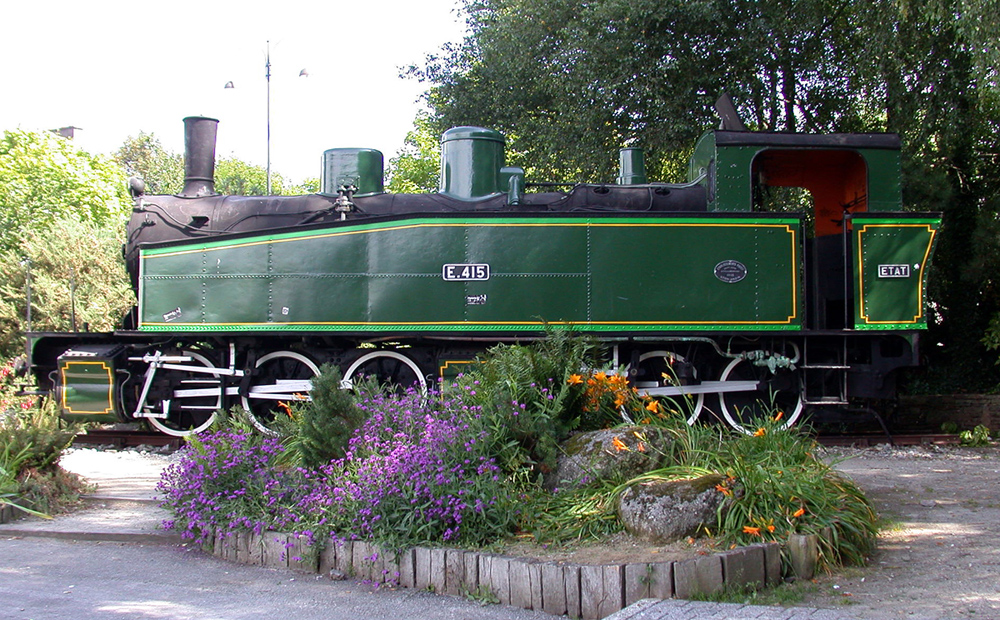
Mallet E415 du Réseau breton, à Carhaix, 1913.

Les Établissements Piguet ont construit en particulier des locomotives pour :
- les tramways de l'Ardèche ;
- les tramways de la Corrèze ;
- les Voies ferrées du Dauphiné ;
- le  chemin de fer Rhône - Saône-et-Loire ;
- les tramways de la Côte-d'Or ;
- les Tramways de Lot-et-Garonne ;
- les Voies ferrées économiques de l'Orne ;
- les Chemins de fer de la Banlieue de Reims, livrées en 1922 ;
- les locomotives Mallet furent livrées en 1913 au Réseau breton.

Des machines à vapeur fixes :
- machine entrainant une génératrice électrique pour alimenter les tramways à Monaco[4] ;
- machine entrainant une génératrice électrique pour alimenter une scierie dans le Morbihan (120 ch environ, roue de 4,4 m) ;
- machine entrainant une génératrice électrique pour alimenter les établissements C. Roux et fils.

## Locomotives préservées
- 030 tramways de la Corrèze, N° 4, AMTUIR, confiée au Chemin de fer de la baie de Somme (CFBS).
- 030-030 Réseau breton E 415, monument Carhaix.
- 030-030 Réseau breton E 417, 1971, CFR Dunières-Saint Agrève, 1999 Portes les Valence (particulier).